# Medaki
 Medaki  (olaszul: Medachi) falu Horvátországban, Isztria megyében. Közigazgatásilag Sveti Lovrečhez tartozik.

## Fekvése
Az Isztria középső részén, Pazintól 20 km-re délnyugatra, községközpontjától 5 km-re délre, a félszigetbe fjordszerűen mélyen benyúló Lim-öböl északi partja felett fekszik. Itt keresztezi az A9-es autóút a 21-es számú főutat.

## Története
A településnek 1880-ban 27, 1910-ben 50 lakosa volt. Az első világháború után a rapallói szerződés értelmében Isztria az Olasz Királysághoz került. A második világháború után Jugoszlávia része lett. Jugoszlávia felbomlása után 1991-ben a független Horvátország része lett. 2011-ben mindössze 33 lakosa volt. Lakói hagyományosan mezőgazdasággal foglalkoznak.

## Lakosság
| Lakosság változása | Lakosság változása | Lakosság változása | Lakosság változása | Lakosság változása | Lakosság változása | Lakosság változása | Lakosság változása | Lakosság változása | Lakosság változása | Lakosság változása | Lakosság változása | Lakosság változása | Lakosság változása | Lakosság változása | Lakosság változása |
| ------------------ | ------------------ | ------------------ | ------------------ | ------------------ | ------------------ | ------------------ | ------------------ | ------------------ | ------------------ | ------------------ | ------------------ | ------------------ | ------------------ | ------------------ | ------------------ |
| 1857               | 1869               | 1880               | 1890               | 1900               | 1910               | 1921               | 1931               | 1948               | 1953               | 1961               | 1971               | 1981               | 1991               | 2001               | 2011               |
| 0                  | 0                  | 27                 | 26                 | 34                 | 50                 | 0                  | 0                  | 50                 | 47                 | 34                 | 28                 | 22                 | 21                 | 36                 | 33                 |